# Sebastián Gularte
Gerardo Sebastián Gularte Fros (Tacuarembó, 21 maggio 1990) è un calciatore uruguaiano, attaccante del Kimberley (MdP).